# 2016年スペイン総選挙
2016年スペイン総選挙（2016ねんスペインそうせんきょ、スペイン語: Elecciones generales de España de 2016）は、2016年6月26日に投開票された第12回スペイン議会総選挙である。下院の全350議席、上院の266議席中208議席が改選された。
2015年12月20日に投開票された2015年スペイン総選挙では過半数の得票を得た政党が存在せず、総選挙後の連立協議も不調に終わったため、約半年後の2016年6月26日に再選挙が行われることとなった。連立協議に失敗したことが引き金となったスペイン総選挙はこの選挙が初めてである。ポデモスと統一左翼（IU）は他の少数派左派政党とともに、ウニダス・ポデモスという選挙連合で総選挙に臨んだ。ウニダス・ポデモスの躍進が予想されたが、2011年から政権を担っている国民党（PP）が議席数を伸ばす結果となった。

## 選挙制度
スペインの立法府である国会（Cortes Generales）は二院制である。
- スペイン下院
- スペイン上院

立法の発案権は下院と上院の両院（に加えて政府）が有しているが、下院は上院よりも大きな立法権を有しており、下院の絶対過半数によって上院の発案権の大部分を無効とすることができるため、スペインの二院制は非対称であるとされる。下院のみが首相からの信任を付与または剥奪する能力を持つ。上院は下院による無効の対象外であるいくつかの排他的な機能を有しているが、上院の権利は限られている。スペインの選挙制度は秘密投票の普通選挙に基づいている。

### 下院
下院350議席のうち348議席は、スペインに50ある県ごとに分けられた選挙区から、ドント方式かつ厳正拘束名簿式の比例代表制で選出される。スペインに2ある自治市のセウタとメリリャからは1人ずつが選出される。下院議員の任期は4年間である。それぞれの選挙区はまず2議席を確保し、残りの248議席は選挙区の人口に比例して配分される。それぞれの選挙区で総投票数（白票も含む）の3%以上を獲得した政党/選挙連合のみが議席を獲得する権利を得る。
今回の選挙における下院の議席の配分は以下のとおりである。
| 議席数    | 選挙区 |
| --------- | --- |
| 36        | マドリード県 |
| 31        | バルセロナ県 |
| 16        | バレンシア県(+1) |
| 12        | アリカンテ県、セビリア県 |
| 11        | マラガ県 |
| 10        | ムルシア県 |
| 9         | カディス県 |
| 8         | ア・コルーニャ県、アストゥリアス県、バレアレス諸島県、ラス・パルマス県、ビスカヤ県                                           |
| 7         | グラナダ県、ポンテベドラ県、サンタ・クルス・デ・テネリフェ県、サラゴサ県                                                     |
| 6         | アルメリア県、バダホス県、コルドバ県、ジローナ県、ギプスコア県、タラゴナ県、トレド県                                         |
| 5         | カンタブリア県、カステリョン県、シウダ・レアル県、ウエルバ県、ハエン県、ナバーラ県、バリャドリッド県                         |
| 4         | アラバ県、アルバセテ県、ブルゴス県、カセレス県、レオン県(–1)、リェイダ県、ルーゴ県、オウレンセ県、ラ・リオハ県、サラマンカ県 |
| 3         | アビラ県、クエンカ県、グアダラハラ県、ウエスカ県、パレンシア県、セゴビア県、テルエル県、サモラ県                             |
| 2         | ソリア県 |
| 1         | セウタ、メリリャ |
| 全350議席 | |

### 上院
スペインに50ある県のうちイベリア半島部の47県それぞれに4議席が割り当てられる。バレアレス諸島州とカナリア諸島州では、規模の大きな3島、マヨルカ島、グラン・カナリア島、テネリフェ島にそれぞれ3議席が割り当てられ、メノルカ島、イビサ島&フォルメンテーラ島、フエルテベントゥーラ島、ラ・ゴメラ島、エル・イエロ島、ランサローテ島、ラ・パルマ島にそれぞれ1議席が割り当てられる。スペインに2ある自治市のセウタとメリリャにはそれぞれ2議席が割り当てられる。上院議会選挙には制限連記制が使用され、選挙人は政党/選挙連合ではなく候補者に投票する。4議席を有する選挙区では、選挙人は最大3人の候補者に投票することができる。2議席または3議席を有する選挙区では、選挙人は最大2人の候補者に投票することができる。1議席を有する選挙区では、選挙人は1人の候補者に投票することができる。各選挙区において得票数が多い順に当選となる。上院議員の任期も下院議員と同じく4年間である。直接選挙の上院議員選挙で選出された208人の上院議員に加えて、各自治州の立法府は少なくとも1人、さらに自治州の人口100万人あたり1人を加えた数の上院議員を任命する権利を有している。一般的に自治州議会による任命は総選挙と同時には行われず、自治州議会選挙後に行われる。

### 有資格者
国会議員と自治州議会議員の兼任は禁止されており、もし自治州議会議員が国会議員に当選した場合は自治州議会議員の座を辞任しなければならない。裁判官、判事、オンブズマン、軍関係者、警察関係者、憲法裁判所や選挙裁判所の関係者は、その職務と国会議員を兼任することができず、例えば国営放送局テレビシオン・エスパニョーラ（RTVE）などの公的機関や、国家による独占企業の最高経営責任者（CEO）、それと同等の立場の指導者もまた同様である。
2002年6月の政党法ではスペイン最高裁判所による立候補の制限が認められた。その政党や人物がイデオロギー、宗教、信条、国籍、人種、性別や性的嗜好の点で差別を行う人物であると判断した場合、また政治的目標を達成するための手段として暴力を扇動したり組織したと判断した場合、また「テロ組織」の行動を支持したり賛美したと判断した場合に、最高裁判所はその政党や個人候補者の立候補に制限を加えることができる。
2007年の地方自治体選挙のために発効された選挙法によると、候補者リストには男女それぞれが少なくとも40%を占めていなければならないため、5人の候補者リストの場合には男女それぞれが2人以上含まれている必要がある。選挙管理委員会に登録されている政党と選挙連合が候補者リストを提出できる。選挙管理委員会に登録されていない被選挙者のグループは、特定の選挙区の登録有権者の1%の署名を集めることでリストを提出できる。前回の総選挙で議席を得られなかった政党は、立候補を行う選挙区で登録有権者の0.1%の署名を集めることが必要となる。

## 背景

### 2015年総選挙

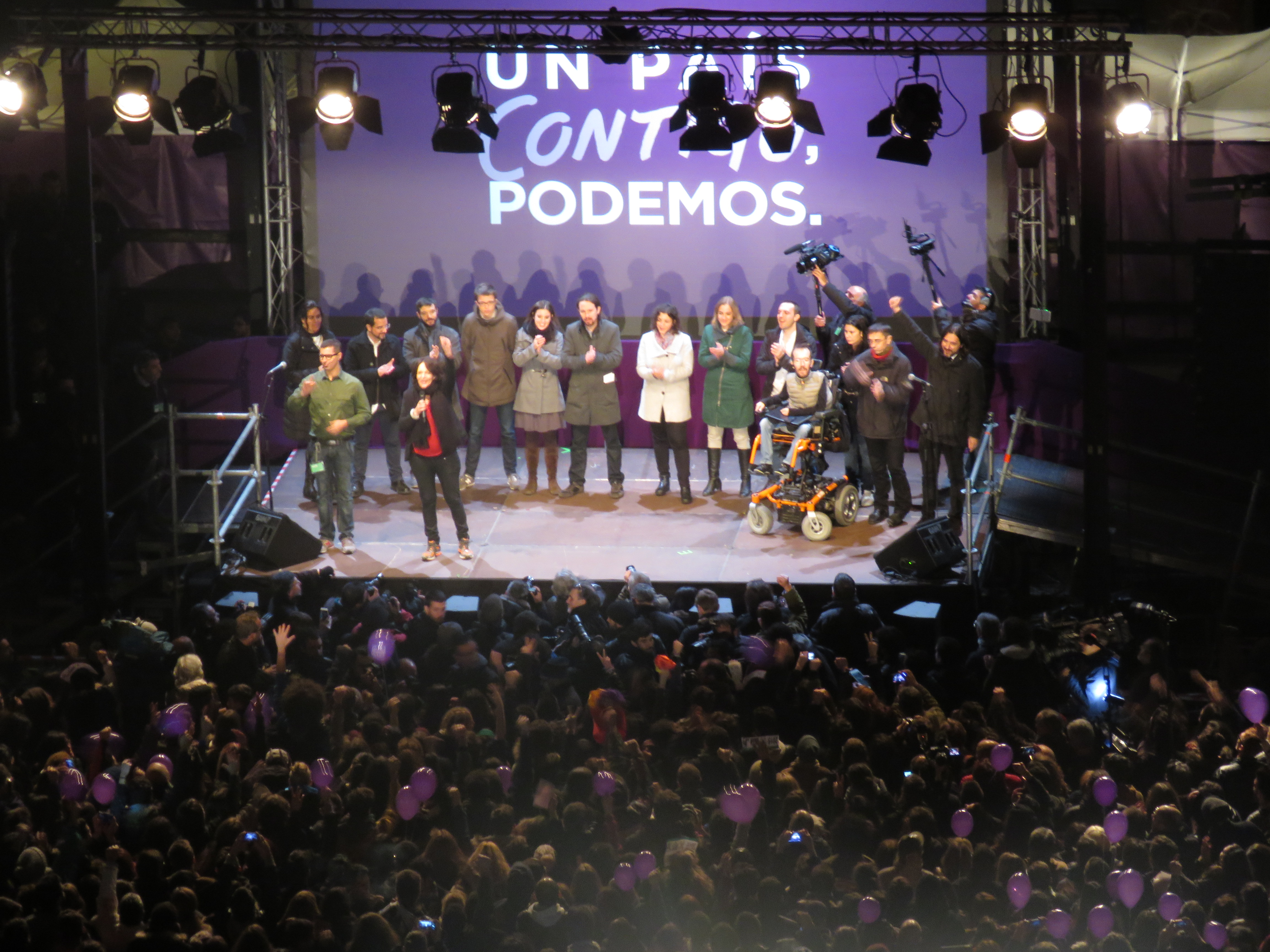
2015年スペイン総選挙の結果を祝うポデモス

2015年12月20日に開催された2015年スペイン総選挙は、近年でもっとも得票がばらけた総選挙となり、スペインの民主化後としては初めて再選挙が行われる可能性が浮上した。スペイン1978年憲法の第99条5条によると、「最初の首相指名投票から2か月以内に議会の信任を得た候補がいない場合、スペイン国王は両院を解散させて再選挙を命じることができる」。
12月の総選挙の結果を受けて、20議席を失ったスペイン社会労働党内部（PSOE）では危機が勃発。翌年（2016年）5月に開催予定の党首選を前に自己批判を欠いているとして、評論家は書記長（党首）のペドロ・サンチェスを批判した。サンチェスは首相指名投票においてポデモスとの合意締結を試みたのに対して、社会労働党の各地域支部の代表はポデモスの交渉条項を拒否。国民党の組閣挑戦を許すことを支持し、社会労働党とポデモスが協定を結ぶ可能性は色あせた。社会労働党アンダルシア州支部代表でアンダルシア州政府首相のスサーナ・ディアスは、党内での公然とした反逆を主導していると報じられ、2016年の総選挙ではディアスがサンチェスに代わる党首として社会労働党を主導するのではないかとされた。
国民党（PP）とシウダダノス（C's）による右派同士の協定、または社会労働党とポデモスによる左派同士の協定が取りざたされたが、いずれにしても過半数を得ることはできなかった。そのため、統率力の危機に直面している社会労働党に注意が向けられた。国民党はマリアーノ・ラホイの首相指名投票で社会労働党が棄権するか、あるいは社会労働党が国民党との大連立に参加することを望んだ。シウダダノスは解散総選挙を回避するために、ラホイの首相指名投票では慎むように（棄権するように）社会労働党に対して圧力をかけた。一方でポデモスはサンチェスが党の統制を失っていることを示唆。社会労働党とシウダダノスは、再選挙で勢力を減退させて国民党とポデモスに益することを恐れた。

### 組閣協議
ポデモスは社会労働党に対して統一左翼も含めた左派の大連立を提案し、社会労働党のサンチェスが首相に、ポデモスのイグレシアスが副首相となる構想を描いた。その後、スペイン国王フェリペ6世は暫定首相である国民党のラホイに首相候補となるよう指名したが、ラホイは「必要な支持を得られていない」として2016年1月22日にこれを辞退した。2月2日、フェリペ6世国王は社会労働党のサンチェスに対して組閣を要請したが、3月4日に行われたサンチェスの首相指名投票では賛成131票・反対219票の反対多数で否決された。サンチェスは歴代の首相指名投票において否決された初の人物である。
3月から4月にかけても政党間の交渉が続けられたが、ポデモスとシウダダノスは相互に反感を抱き、社会労働党＝ポデモス＝シウダダノスの三者による協定は不可能となった。国民党は社会労働党に対して大連立に加わるよう圧力をかけたが、後者はこのシナリオを拒否した。
すべての当事者が議会解散という結果を避けられないものだと判断したため、フェリペ6世国王は5月3日に憲法権限を行使し、議会を解散させる勅令を発した。首相ではなくスペイン国王によって議会が解散させられたのは民主化以後では初の事例である。同日にはスペイン下院議長のパチ・ロペスが解散を発表し、6月26日に再選挙が行われることとなった。

## 選挙結果
| 政党別得票率 | 政党別得票率 | 政党別得票率 | 政党別得票率 | 政党別得票率 |
| ------------ | ------------ | ------------ | ------------ | ------------ |
|              |              |              |              |              |
| PP           | PP           |              | 33.03%       | 33.03%       |
| PSOE         | PSOE         |              | 22.66%       | 22.66%       |
| UP           | UP           |              | 21.10%       | 21.10%       |
| C's          | C's          |              | 13.05%       | 13.05%       |
| ERC–CatSí    | ERC–CatSí    |              | 2.63%        | 2.63%        |
| CDC          | CDC          |              | 2.01%        | 2.01%        |
| EAJ-PNV      | EAJ-PNV      |              | 1.20%        | 1.20%        |
| EH Bildu     | EH Bildu     |              | 0.77%        | 0.77%        |
| CC–PNC       | CC–PNC       |              | 0.33%        | 0.33%        |
| その他       | その他       |              | 2.47%        | 2.47%        |
| 白票         | 白票         |              | 0.75%        | 0.75%        |

| 政党別議席数 | 政党別議席数 | 政党別議席数 | 政党別議席数 | 政党別議席数 |
| ------------ | ------------ | ------------ | ------------ | ------------ |
|              |              |              |              |              |
| PP           | PP           |              | 39.14%       | 39.14%       |
| PSOE         | PSOE         |              | 24.29%       | 24.29%       |
| UP           | UP           |              | 20.29%       | 20.29%       |
| C's          | C's          |              | 9.14%        | 9.14%        |
| ERC–CatSí    | ERC–CatSí    |              | 2.57%        | 2.57%        |
| CDC          | CDC          |              | 2.29%        | 2.29%        |
| EAJ-PNV      | EAJ-PNV      |              | 1.43%        | 1.43%        |
| EH Bildu     | EH Bildu     |              | 0.57%        | 0.57%        |
| CC–PNC       | CC–PNC       |              | 0.29%        | 0.29%        |

137議席を獲得した国民党（PP）が第1党となったが、過半数を獲得することはできなかった。スペイン社会労働党（PSOE）は3位転落が予想されていた世論調査に反して第2党となったものの、党の歴史上最悪の85議席にとどまった。ポデモスと統一左翼（IU）の同盟によるウニダス・ポデモスは2位となることが予想されていたものの、議席数を維持する71議席で3位に終わった。シウダダノス（C's）は32議席で4位となった。社会労働党とシウダダノスの議席減少分を国民党が吸収。左派勢力（社会労働党＝ポデモス＝統一左翼）の合計が161議席から156議席に減少したのに対して、右派勢力（国民党＝シウダダノス）の合計は163議席から169議席に増加している。
政党の得票率を地域別にみると、国民党はカタルーニャ州とバスク州以外の全15州で第1党となり、カタルーニャ州とバスク州ではウニダス・ポデモスが第1党となった。2015年総選挙ではアンダルシア州とエストレマドゥーラ州で社会労働党が第1党となっていたが、今回の総選挙では2位に後退している。

### 下院

#### 政党別議席数
|                      |                                                        |            |        |       |      |      |
| 政党                 | 政党                                                   | 得票       | 得票   | 得票  | 議席 | 議席 |
| 政党                 | 政党                                                   | 得票数     | 得票率 | 増減  | 獲得 | 増減 |
|                      | 国民党 (PP)                                            | 7,906,185  | 33.03  | +4.32 | 137  | +14  |
|                      | スペイン社会労働党 (PSOE)                              | 5,424,709  | 22.66  | +0.66 | 85   | –5   |
|                      | ウニダス・ポデモス (Unidos Podemos)                    | 5,049,734  | 21.10  | –3.39 | 71   | ±0   |
|                      | シウダダノス (C's)                                     | 3,123,769  | 13.05  | –0.89 | 32   | –8   |
|                      | カタルーニャ共和主義左翼＝カタルーニャ・シ (ERC–CatSí) | 629,294    | 2.63   | +0.24 | 9    | ±0   |
|                      | カタルーニャ民主集中 (CDC)                             | 481,839    | 2.01   | –0.24 | 8    | ±0   |
|                      | バスク民族主義党 (EAJ-PNV)                             | 286,215    | 1.20   | ±0.00 | 5    | –1   |
|                      | 動物虐待に反対する動物愛護者党(PACMA)                  | 284,848    | 1.19   | +0.32 | 0    | ±0   |
|                      | エウスカル・エリア・ビルドゥ (EH Bildu)                | 184,092    | 0.77   | –0.10 | 2    | ±0   |
|                      | カナリア連合＝カナリア民族主義党 (CC–PNC)              | 78,080     | 0.33   | +0.01 | 1    | ±0   |
|                      | Recortes Cero–GV                                       | 51,742     | 0.22   | +0.03 | 0    | ±0   |
|                      | 連合・進歩・民主主義 (UPyD)                            | 50,282     | 0.21   | –0.41 | 0    | ±0   |
|                      | Vox                                                    | 46,781     | 0.20   | –0.03 | 0    | ±0   |
|                      | ガリシア民族主義ブロック＝Us＝ガリシア候補 (BNG–Nós)   | 44,902     | 0.19   | –0.09 | 0    | ±0   |
|                      | スペイン人民の共産主義者党 (PCPE)                      | 26,553     | 0.11   | –0.01 | 0    | ±0   |
|                      | その他                                                 | 87,649     | 0.37   | –     | 0    | ±0   |
|                      | 白票                                                   | 178,521    | 0.75   | ±0.00 |      |      |
|                      |                                                        |            |        |       |      |      |
| 合計                 | 合計                                                   | 23,935,195 | 100.00 |       | 350  | ±0   |
|                      |                                                        |            |        |       |      |      |
| 有効票               | 有効票                                                 | 23,935,195 | 99.07  | –0.04 |      |      |
| 無効票               | 無効票                                                 | 225,888    | 0.93   | +0.04 |      |      |
| 総投票数 / 投票率    | 総投票数 / 投票率                                      | 24,161,083 | 69.84  | –3.17 |      |      |
| 棄権                 | 棄権                                                   | 10,435,955 | 30.16  | +3.17 |      |      |
| 有権者数             | 有権者数                                               | 34,597,038 |        |       |      |      |
|                      |                                                        |            |        |       |      |      |
| 出典: スペイン内務省 |                                                        |            |        |       |      |      |

### 上院
2016年スペイン総選挙では、スペイン上院の266議席中208議席を選出する。残りの58議席は各自治州政府の推薦によって決定される。
|                      | 国民党 (PP)                                            | 130 | +6 | 21 | 151 |  |  |
|                      | スペイン社会労働党 (PSOE)                              | 43  | –4 | 20 | 63  |  |  |
|                      | ウニダス・ポデモス                                     | 16  | ±0 | 7  | 23  |  |  |
|                      | カタルーニャ共和主義左翼＝カタルーニャ・シ (ERC–CatSí) | 10  | +4 | 2  | 12  |  |  |
|                      | バスク民族主義党 (EAJ-PNV)                             | 5   | –1 | 1  | 6   |  |  |
|                      | カタルーニャ民主集中 (CDC)                             | 2   | –4 | 2  | 4   |  |  |
|                      | シウダダノス (C's)                                     | 0   | ±0 | 3  | 3   |  |  |
|                      | カナリア連合＝カナリア民族主義党 (CC–PNC)              | 1   | ±0 | 1  | 2   |  |  |
|                      | ゴメラ社会主義者グループ (ASG)                         | 1   | ±0 | –  | 1   |  |  |
|                      | エウスカル・エリア・ビルドゥ (EH Bildu)                | 0   | ±0 | 1  | 1   |  |  |
|                      | カンビオ＝アルダケタ (Cambio-Aldaketa)                 | 0   | –1 | –  | 0   |  |  |
|                      |                                                        |     |    |    |     |  |  |
| 合計                 | 合計                                                   | 208 | ±0 | 58 | 266 |  |  |
|                      |                                                        |     |    |    |     |  |  |
| 出典: スペイン内務省 |                                                        |     |    |    |     |  |  |